# Aplysia parvula
Aplysia parvula är en snäckart som beskrevs av Morch 1863. Aplysia parvula ingår i släktet Aplysia och familjen sjöharar. Inga underarter finns listade i Catalogue of Life.

## Bildgalleri

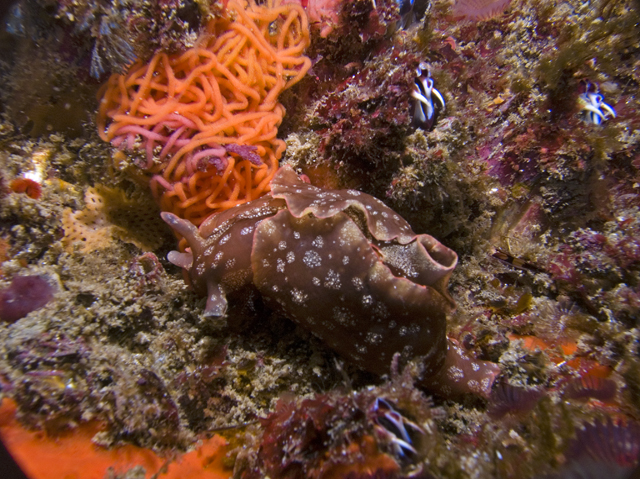